# Ford LTD
 (octobre 2021).
La Ford LTD est une automobile qui a été produite en Amérique du Nord, en Australie et au Brésil. Ford utilisa l'insigne LTD de 1965 à 1991 en Amérique du Nord.

## Étymologie
La désignation LTD a été spéculée par certains pour être une abréviation de "Luxury Trim Decor" et par d'autres comme une désignation de finition "Limited" pour la Galaxie. Il existe des preuves dans les brochures de vente de la LTD australienne du début des années 1970, que "Lincoln Type Design" a été adapté par le marketing australien de Ford, comme signification que la plaque signalétique LTD joue sur une exclusivité et une influence de conception de style Lincoln, puisque les vrais modèles Lincoln n'étaient pas vendus dans ce pays,. Cependant, il n'y a aucune preuve que «Lincoln Type Design», ni aucune autre signification, n'ait jamais été utilisée dans des brochures ou des copies publicitaires de la documentation commerciale nord-américaine. La critique originale de Car Life au moment de la sortie de la première Galaxie 500 LTD suggère que «LTD» ne représentait rien et avait un sens ambigu.

## Première génération (1965-1968)
La première génération a été introduite en 1965 sous l'appellation Galaxie 500 LTD en réponse à l'introduction de la Chevrolet Caprice, le Dodge Monaco et le Dodge Polara.
Pour l'année modèle 1965, Ford a présenté un tout nouveau design pour sa gamme de modèles full-size. Pour étendre davantage la gamme phare Galaxie 500, la 500 LTD a été introduite. Partageant la plus haute facturation au sein de la gamme Galaxie avec la 500XL de performance, la 500 LTD a été conçue en tant que véhicule de luxe, offrant de nombreuses caractéristiques de véhicules plus chers sous le prix inférieur de la plaque signalétique Ford. Conformément à Cadillac et Imperial (et à ses propres offres de Lincoln-Mercury), la LTD offrait des fonctionnalités et des options telles que les vitres électriques, le siège conducteur à commande électrique, les freins assistés, la direction assistée, la climatisation et un toit tout en vinyle ou en demi-vinyle (appelé landau ou brougham de manière interchangeable par les mêmes fabricants). Ford offrait la Galaxie 500 LTD en deux styles de carrosserie: un toit rigide à deux portes et un toit rigide à quatre portes.
Le lancement de la LTD entraînerait plusieurs réponses d'autres constructeurs américains. En guise d'introduction en milieu d'année, Chevrolet a présenté la Caprice (sa plus proche rivale), 1966 apportant les AMC Ambassador DPL, Plymouth Fury VIP et Dodge Monaco. Comme pour la LTD, toutes ces gammes de modèles étaient des berlines/toits rigides full-size offertes avec des caractéristiques et un contenu haut de gamme.
Pour 1966, le nom Galaxie a été supprimé de la LTD, ce qui en fait une plaque signalétique à part entière. Comme le reste de la gamme Galaxie, la LTD a reçu une révision extérieure mineure, y compris une calandre fendue. Les freins à disque avant sont devenus une option.
Pour 1967, la LTD a subi plusieurs changements, avec une berline quatre portes à piliers rejoignant la gamme des modèles. Pour se conformer aux règlements de sécurité fédéraux, la LTD a reçu un volant rembourré, des boutons de tableau de bord non saillants, un maître-cylindre de frein à double circuit, des feux de détresse aux quatre côtés et des points de fixation de la ceinture d'épaule extérieure avant. Alors que la ligne de toit du toit rigide à quatre portes a subi des modifications de style mineures, le toit rigide à deux portes a subi des changements importants, lui donnant un profil formel. Les sièges avant ont vu une nouvelle option, le Twin Comfort Lounge Seats (une banquette divisée en 50/50). Sous diverses formes, cette configuration serait adoptée par les constructeurs automobiles américains au début des années 2000. Pour la première fois, la LTD a été produite avec une contrepartie Lincoln-Mercury directe, car Mercury a présenté la Marquis à toit rigide deux portes.
Servant en grande partie d'aperçu de la refonte majeure à venir, la LTD de 1968 a adopté plusieurs révisions mineures. La LTD de 1965-1967 a été reconditionnée en finition LTD Brougham, avec une nouvelle LTD de base insérer entre la Brougham et la Galaxie 500. Pour la première fois, l'insigne LTD a été ajouté au break Country Squire (êtant un break Ford d'une gamme distincte, il n'a pas pleinement adopté le nom LTD avant 1969).
Alors que le toit rigide à deux portes a subi de légers changements dans sa ligne de toit, les toits rigides à quatre portes ont été redessinés pour mieux correspondre à leurs homologues à deux portes, les portes arrière recevant plus de courbes par rapport à leur conception de cabine. Les phares empilés verticalement introduits en 1965 ont été remplacés par des phares cachés; partagée avec les Lincoln-Mercury, la configuration serait une caractéristique de conception désignant la LTD haut de gamme pour la prochaine décennie. Le système de phares cachés était actionné par le vide du moteur; en cas de défaillance du système, les portes des phares se rétractaient pour s'assurer que les phares étaient visibles.
L'année modèle a également vu d'autres changements pour se conformer aux règles de sécurité. Avec l'ajout de feux de position et de réflecteurs latéraux, des feux de stationnement éclairés avec les phares; Des ceintures d'épaule extérieures avant ont été installées sur les voitures construites à compter du 1er janvier 1968. Le volant rembourré a été remplacé, à la suite de l'ajout d'une colonne de direction à absorption d'énergie.

Ford LTD de première génération (1965-1968)
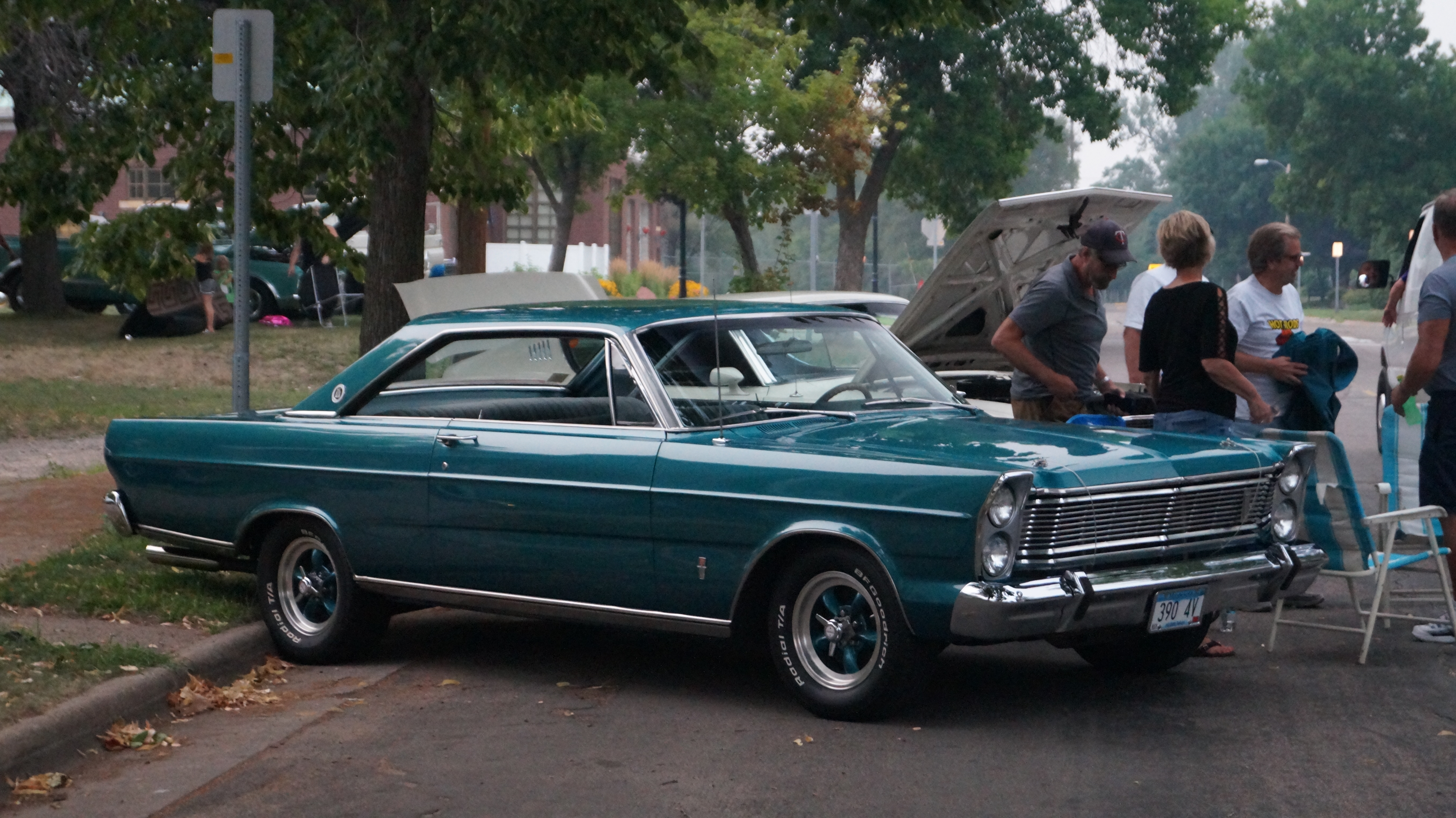
Ford Galaxie 500 LTD à toit rigide 2 portes de 1965
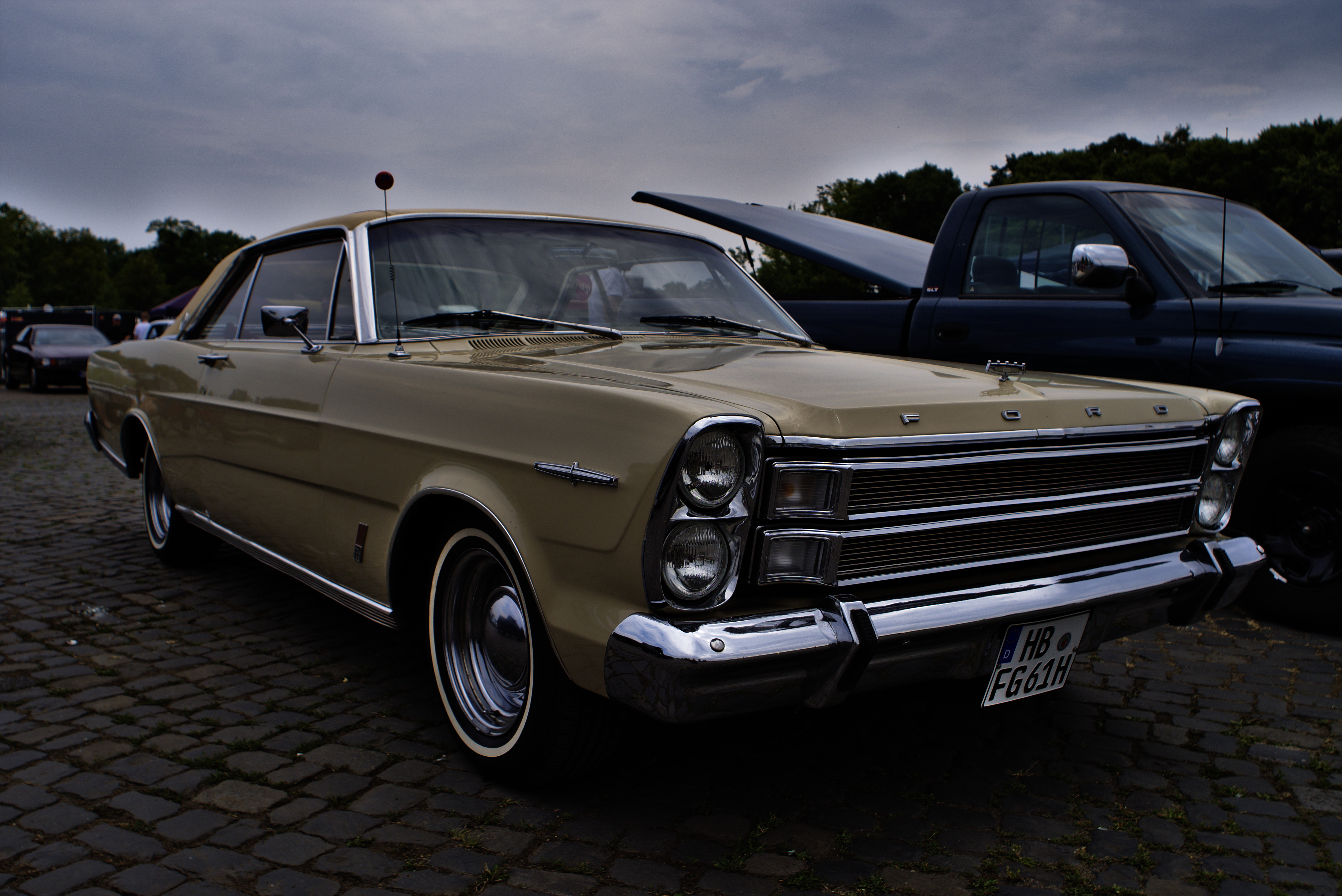
Ford LTD à toit rigide 2 portes de 1966
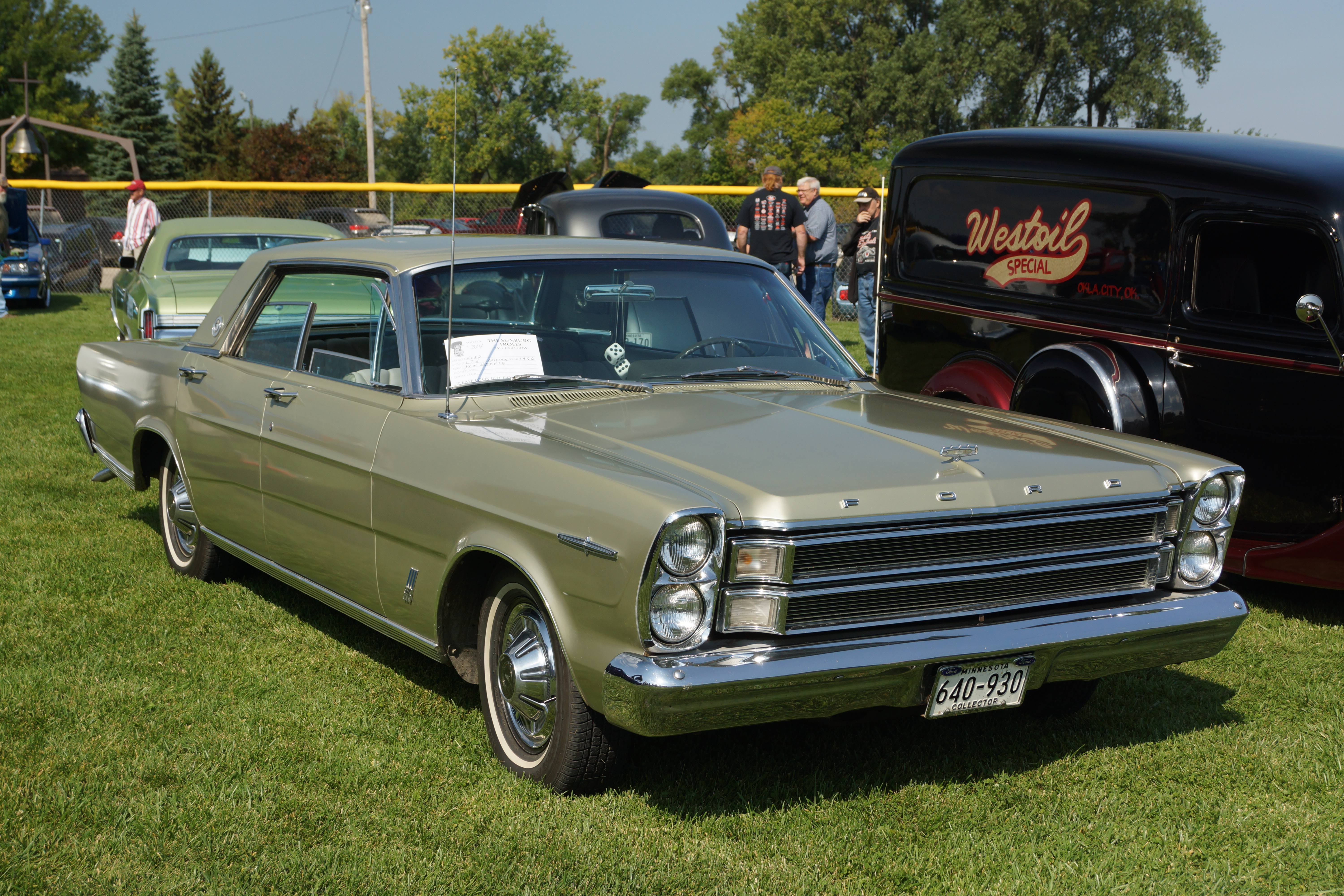
Ford LTD à toit rigide quatre portes de 1966
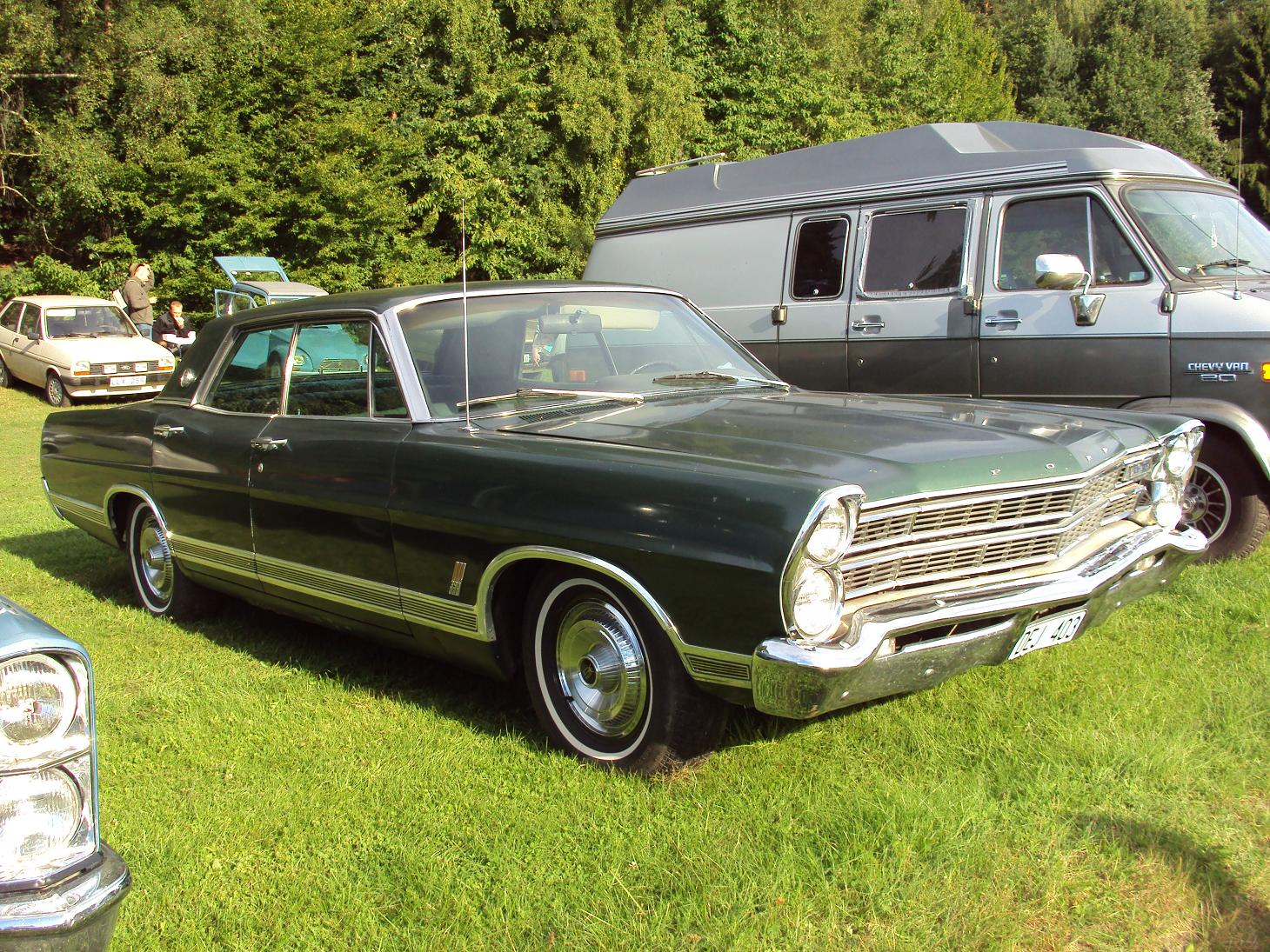
Ford LTD à toit rigide quatre portes de 1967
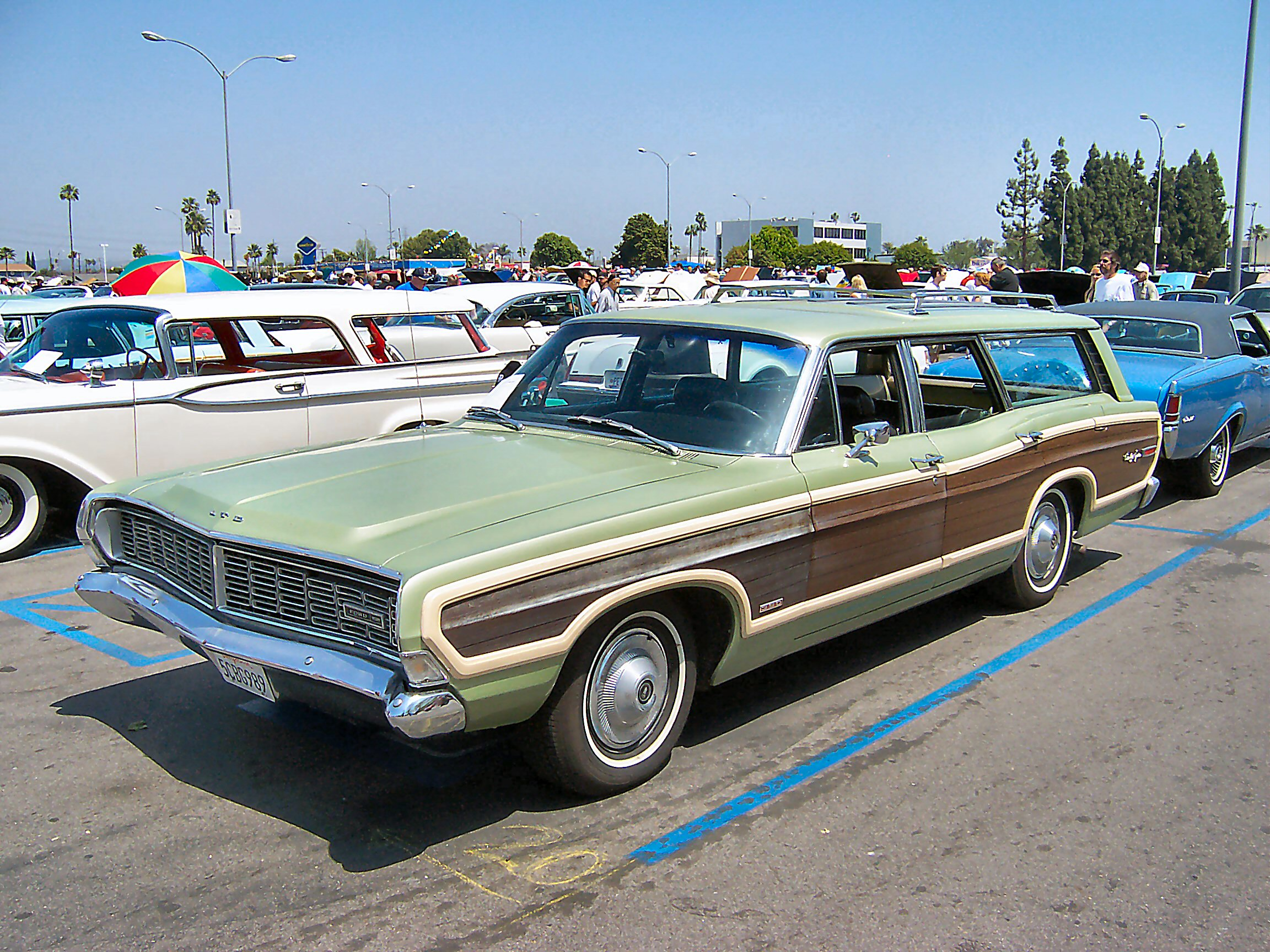
Ford LTD Country Squire de 1968

### Limousine
Une version limousine de la voiture a également été envisagée, avec une longueur supplémentaire au niveau du montant C et des portes arrière. Au moins un exemplaire a été construit par Lehmann-Peterson. Cette voiture ne semble pas avoir de montant B ou de fenêtre de division.
Andy Hotton Associates a également construit environ 10 exemplaires d'une limousine LTD, dans laquelle la longueur supplémentaire a été ajoutée au montant B et au montant C.

## Deuxième génération (1969-1978)
La deuxième génération présente peu de changements par rapport à la première. La Ford LTD reprend plusieurs éléments qui avait été introduits avec le modèle de 1968.
Pour l'année modèle 1969, la LTD a fait l'objet d'une refonte majeure. Basé sur un châssis largement reporté, l'empattement de toutes les berlines full-size de Ford s'étire désormais sur 121 pouces.

### Chronologie
1969: la Ford LTD reçoit une refonte sur un châssis à empattement plus long (121 pouces); les phares cachés et la ligne de toit formelle introduits en 1967 sont conservés. Une toute nouvelle carrosserie comprend une calandre divisée avec un séparateur central horizontal (partagé avec les XL et les Country Squire).
1970: la calandre fendue a été abandonnée; tandis que son homologue, la Mercury Marquis, continue avec sa face avant de style Lincoln, Ford a redessiné l'extrémité avant de la LTD avec une calandre à trois segments avec une section centrale proéminente (une version atténuée de celle de la Ford Thunderbird de cinquième génération). Toutes les LTD ont reçu une nouvelle colonne de direction et un volant verrouillables sous mandat fédéral, avec le contacteur d'allumage situé sur le côté droit de la colonne.
1971: la LTD a reçu une mise à jour du style. À l'arrière, la tradition de longue date du style Ford a pris fin lorsque les doubles feux arrière ronds ou carrés de style «échappement de jet» ont été remplacés par des feux arrière horizontaux sur toutes les Ford full-size. Entre les deux feux arrière se trouvait un «troisième» feu stop central; sur la Galaxie 500, cet espace était un panneau de garniture en alliage tandis que les Custom 500 avaient une garniture couleur carrosserie. À l'avant, la LTD a perdu ses phares cachés au profit des Lincoln-Mercury, mais a reçu un nouveau traitement avant avec une calandre à grande section centrale et un badge «LTD» en lettres moulées sur le capot.
Avec l'arrêt de la finition XL, le cabriolet a été déplacé vers la gamme LTD. Ceux-ci était produits avec des sièges baquets et des consoles centrales; la console était similaire à la console des XL et des Mercury Marauder de 1969 à 1970, avec une poignée de changement de vitesse de style "étrier".
Une Ford Custom modifiée de 1971 figure en bonne place dans le film américain de 1973, Les Bootleggers. C’est la voiture conduite par le personnage principal du film, représentée par Burt Reynolds.
1972: Les modèles de 1972 étaient pratiquement les mêmes que ceux de 1971, bien que le pare-chocs s'étendait maintenant sur la partie inférieure de la calandre. Le nouveau pare-chocs arrière intégrait les feux arrière; également à l'arrière, la conception du couvercle du coffre a été ajustée. En raison de la baisse de la demande dans le segment, 1972 était la dernière année modèle pour le cabriolet LTD.
1973: La Ford LTD a été entièrement redessinée en 1973. Les exigences pour les pare-chocs avant de 8 km/h avaient pris effet, avec des pare-chocs arrière plus grands devant être ajoutés en 1974. Malgré les changements, la nouvelle LTD pesait encore bien au-delà de deux tonnes, faisant de l'agilité et de l'économie de carburant ses deux principaux points faibles. Le nouveau style était plus volumineux, ce qui donnait à la voiture une apparence beaucoup plus grande et plus lourde que les modèles précédents. Les modèles quatre portes (partageant la ligne de toit avec les Mercury) ont reçu de minces piliers B pour le renforcement du toit et étaient vendues en tant que "piliers rigides" (le verre de porte sans cadre est resté sur tous les modèles de Ford LTD). Le moteur 460 est devenu une option pour la première fois en 1974.
1974: Les pare-chocs de 8 km/h ont été ajoutés à l'arrière. Principalement reporté de l'année modèle 1973. Au milieu de l'année, un break LTD sans grain de bois est devenu disponible. Une nouvelle loi fédérale exigeait que les ceintures de sécurité soient bouclées avant que le démarreur ne fonctionne; les protestations publiques ont incité le gouvernement à assouplir cette exigence. Les modèles suivants ont reçu un simple voyant d'avertissement "Attachez la ceinture de sécurité" et un buzzer pour 1975, et les propriétaires étaient maintenant autorisés à désactiver le verrouillage du démarreur sur leurs modèles de 1974.
1975: Après l'arrêt de la gamme Galaxie après 1974, Ford a cherché à occuper sa place en élargissant la gamme des finitions de la LTD. Au-dessus de la Custom 500 se trouvait la LTD standard, la LTD Brougham, et nouvellement introduite pour 1975, la LTD Landau. Dans un effort pour se conformer aux normes de retournement en cours (ainsi que pour la différencier de la Mercury Marquis), le modèle deux portes a été converti d'un toit rigide en un coupé avec de larges piliers B et une grande et étroite «fenêtre d'opéra» (Chevrolet fait la même chose avec la Caprice Coupe de 1974). Plus ou moins l'homologue Ford de la Mercury Grand Marquis, la LTD Landau présentait des jupes de garde-boue arrière et divers ensembles de décoration pour un luxe supplémentaire; elle se distingue par le retour des phares cachés (exclusifs à son niveau de finition). Les phares cachés ont également été partagés avec le break LTD Country Squire. Le moteur 429 a été remplacé par le V8 460 provenant de Lincoln-Mercury pour 1975. Un convertisseur catalytique nécessitait désormais l'utilisation de carburant sans plomb, et la jauge à essence et le réservoir de carburant arboraient des avertissements à cet effet.
1976: Les freins à disque aux quatre roues et 8 pistes étaient en option. Dernière année pour le niveau de finition LTD Brougham.
1977: Puisque la LTD Brougham a été abandonnée, la LTD Landau a reçu l'ancien intérieur de la Brougham comme offre de base. Les intérieurs optionnels, y compris le LTD Landau Luxury Group, étaient toujours disponibles.
1978: Dernière année pour la LTD à empattement de 121 pouces, car elle est remplacée par la LTD de la génération avec la plate-forme Panther réduite pour 1979.
Ford LTD finition Police & finition Police Interceptor de 1973-1978: La finition Police contenait des moteurs de 351/400 pouces cubes pour les voitures de patrouille de ville, tandis que la Police Interceptor 460 était destinée à une utilisation intensive et à grande vitesse. Le moteur de la Police Interceptor 460 était évalué à 260 chevaux nets et capable de temps de 0 à 100 km/h dans la plage des 8 secondes. Le temps du quart de mile est dans une tranche supérieure à 15 secondes et la vitesses de pointe est supérieures à 135 Mph. 1975-1978 Ford LTD 460 Police Interceptor "C code".
Environ 7 850 000 Ford et Mercury full-size ont été vendues au cours de la période 1969-1978,. Cela en fait la deuxième plate-forme automobile de Ford la plus vendue après la Ford Model T.

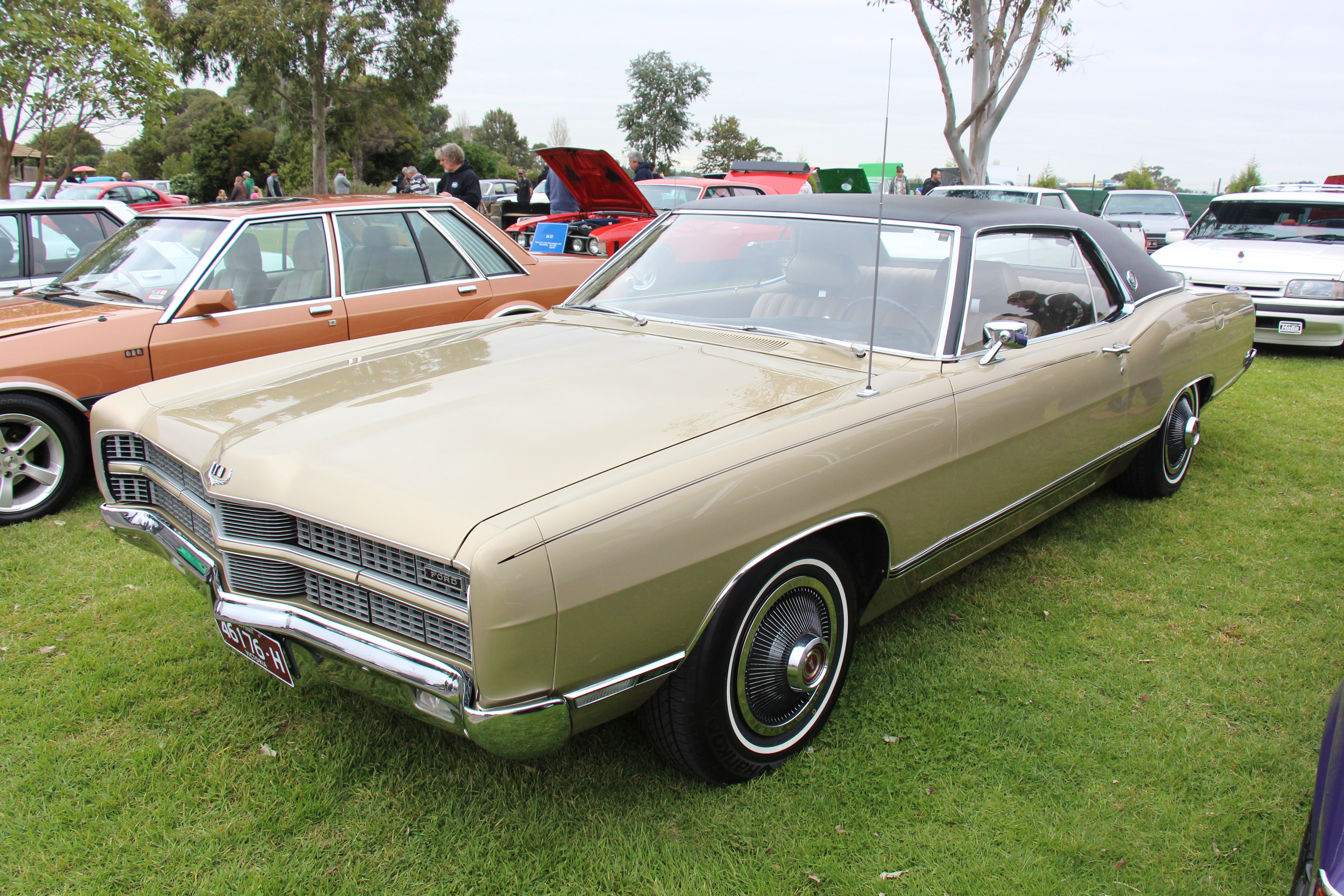
Ford LTD à toit rigide 2 portes de 1969
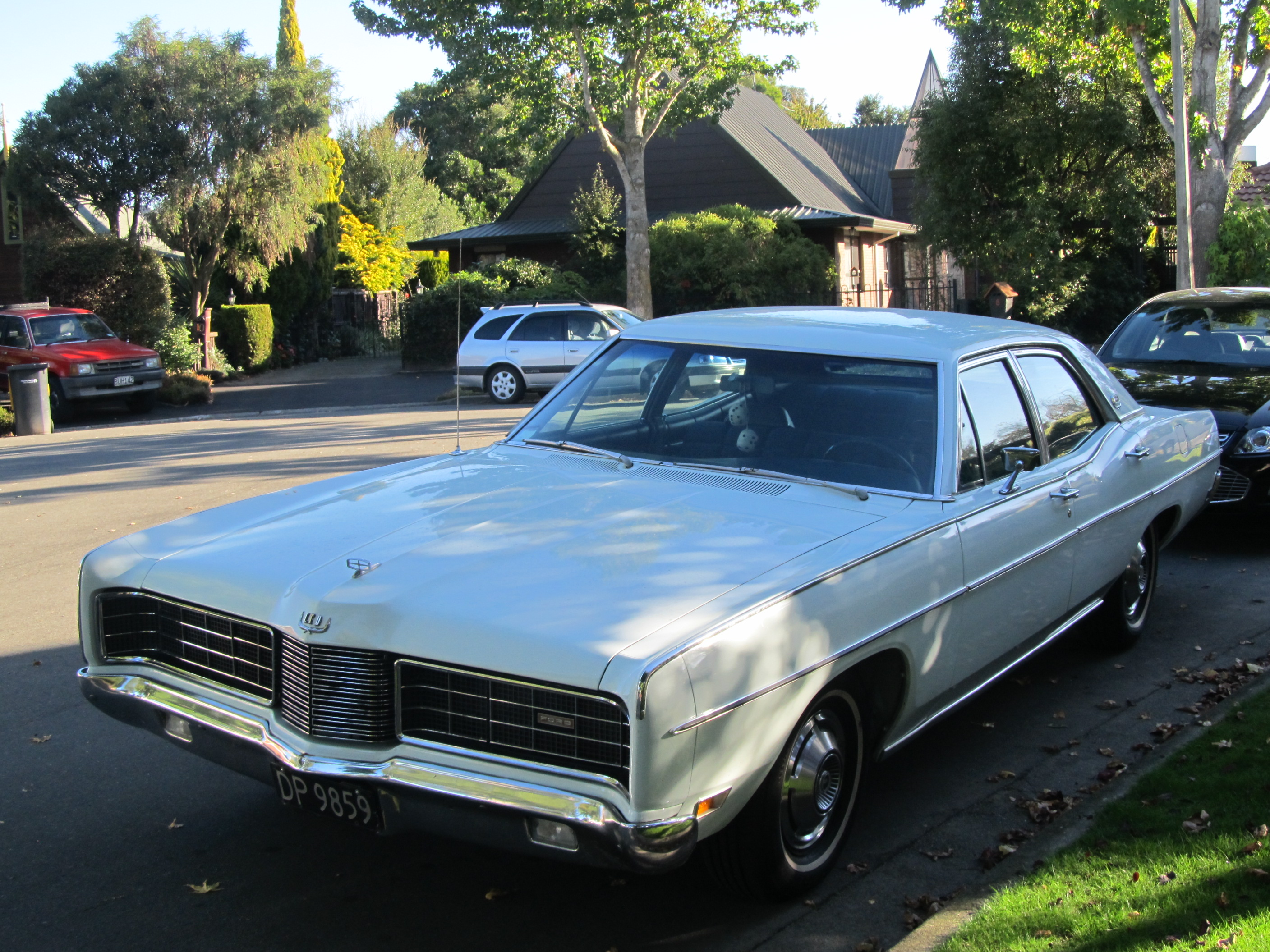
Ford LTD berline 4 portes de 1970
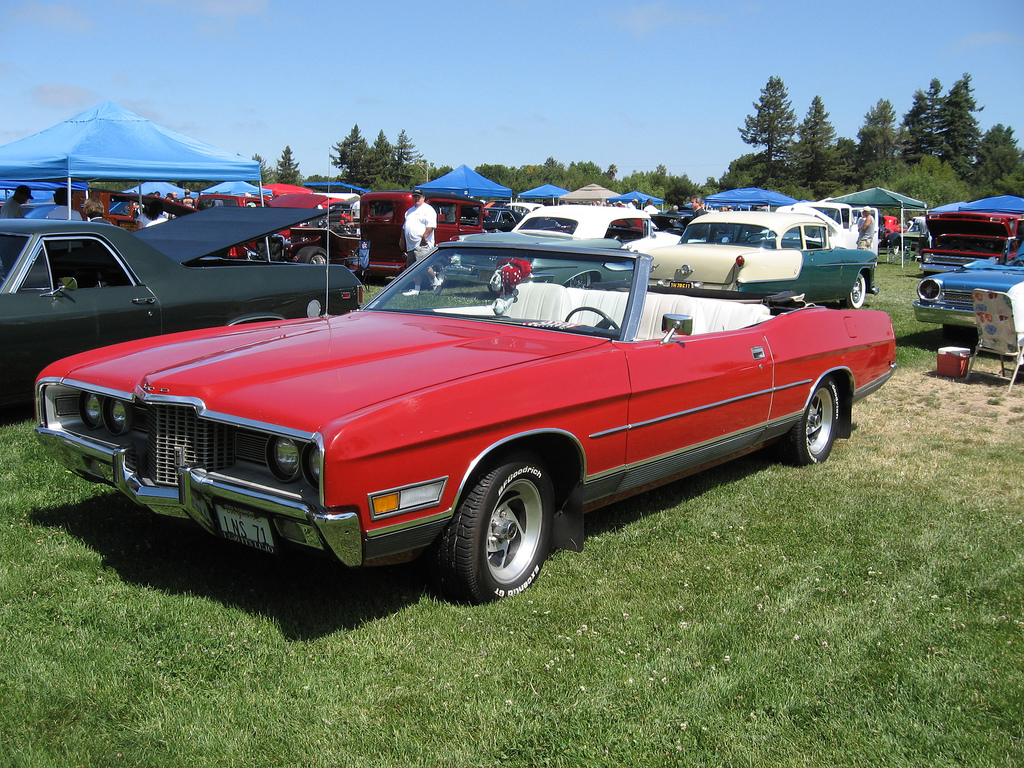
Ford LTD cabriolet de 1971
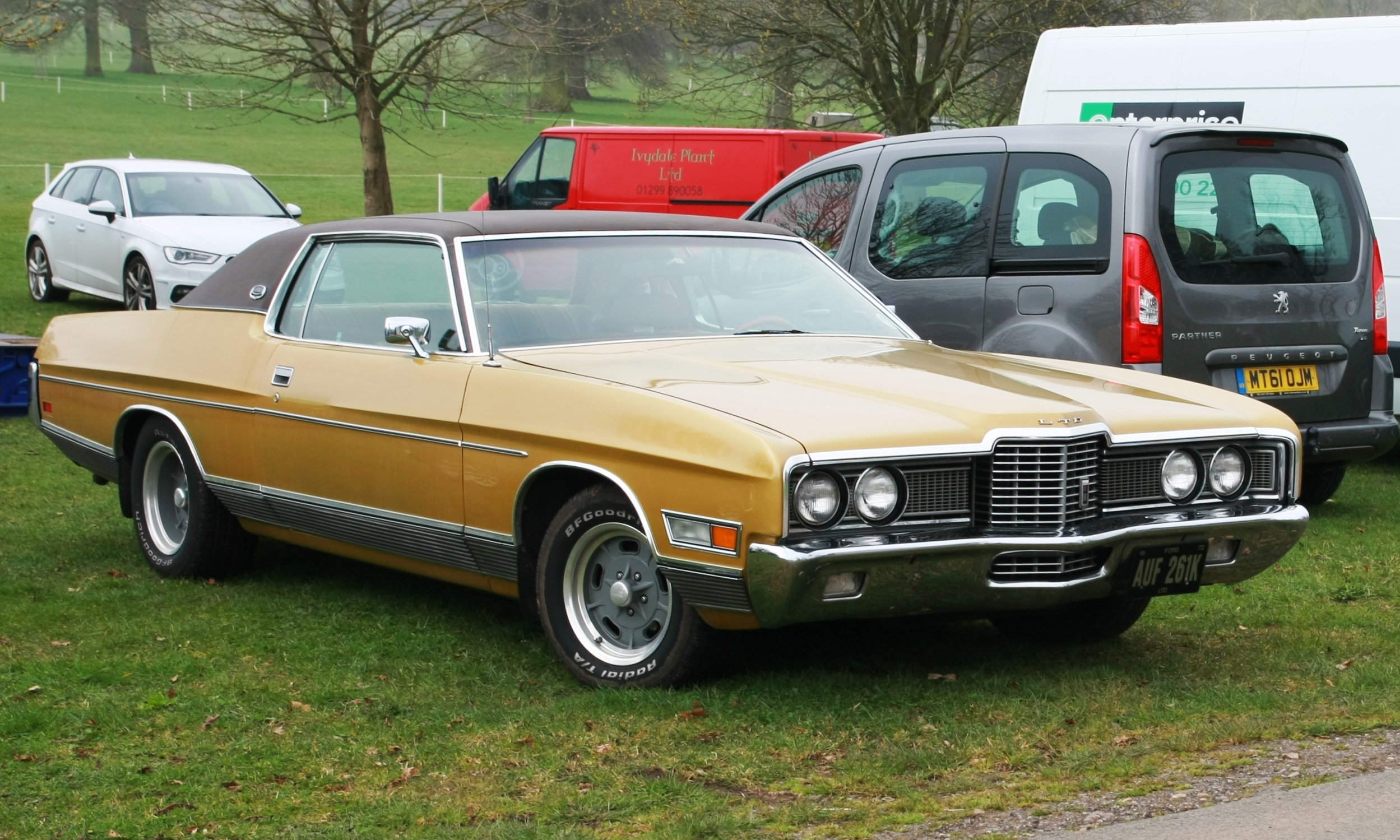
Ford LTD Brougham à toit rigide 2 portes (avec des roues non standard) de 1972
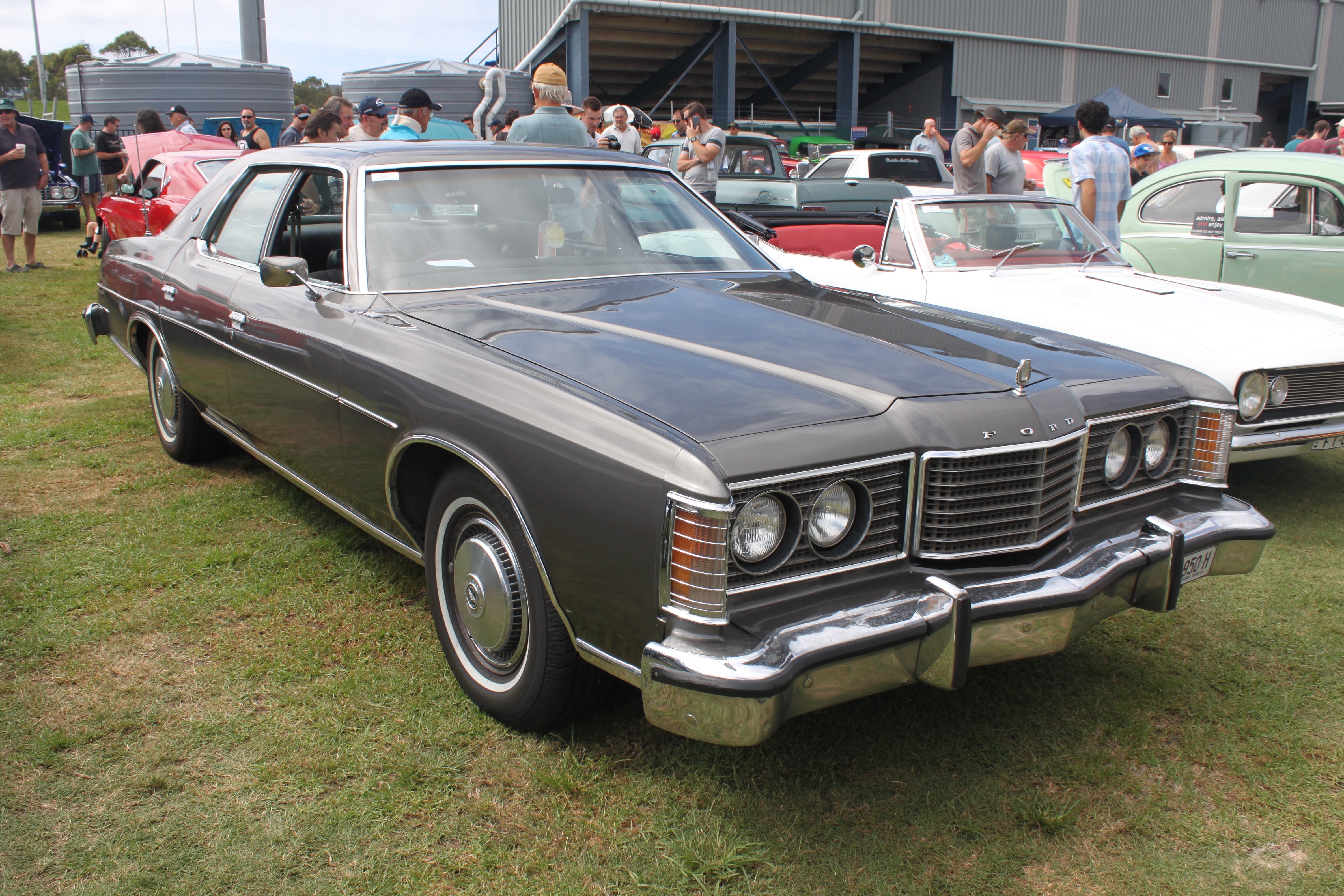
Ford LTD à toit rigide 4 portes avec montants de 1974
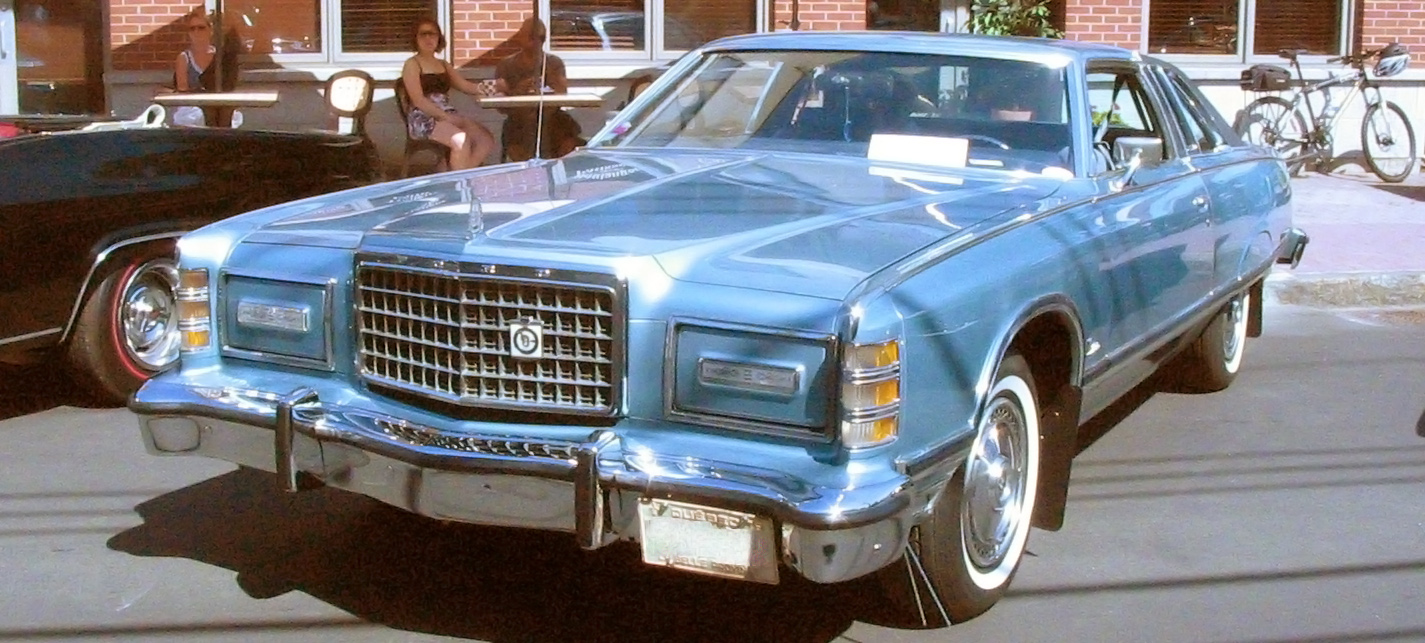
Ford LTD Landau à toit rigide 2 portes avec montants de 1975
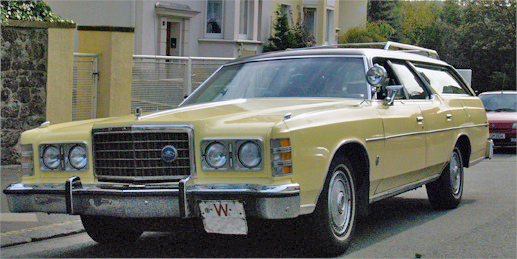
Ford LTD break de 1975
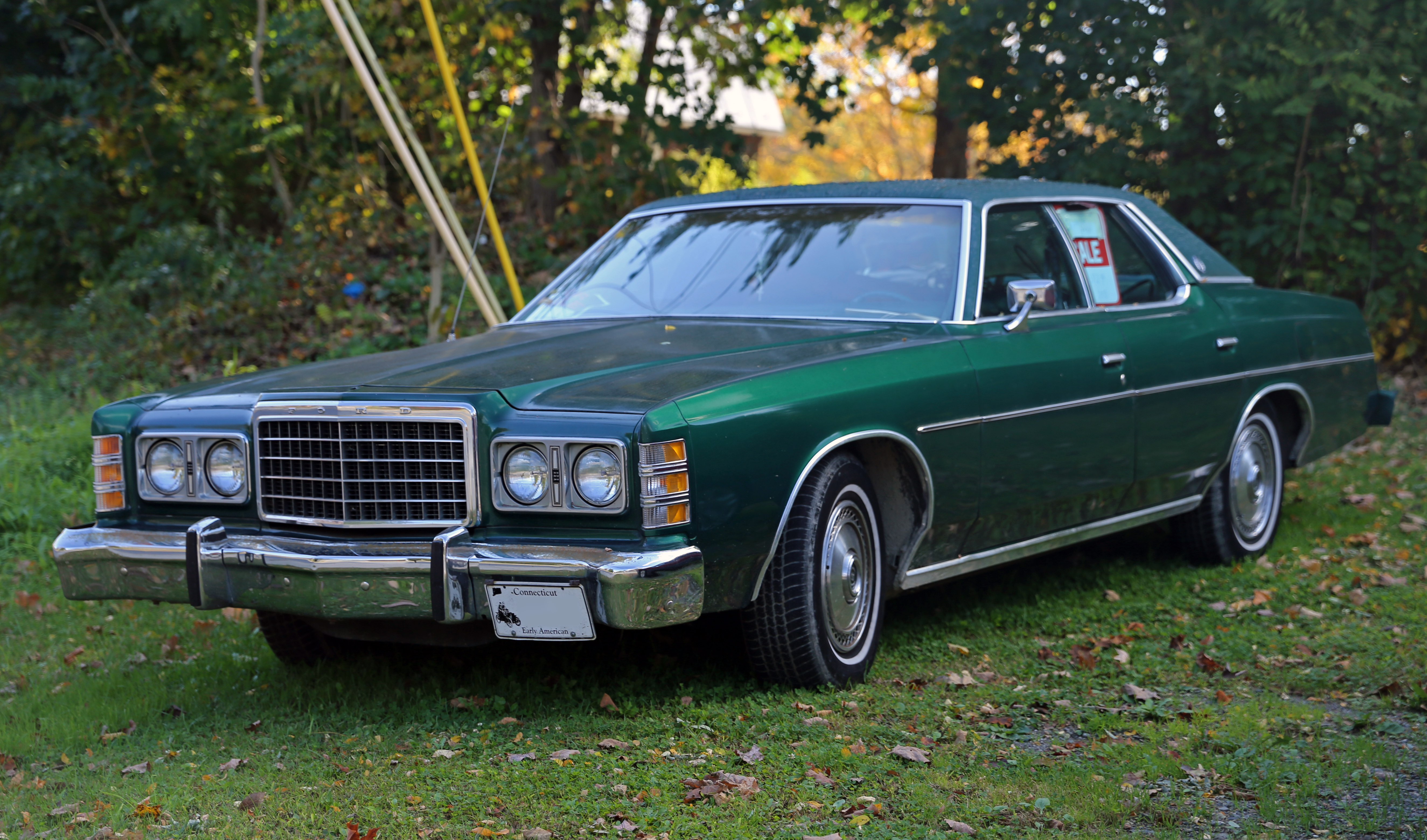
Ford LTD à toit rigide 4 portes avec montants de 1977
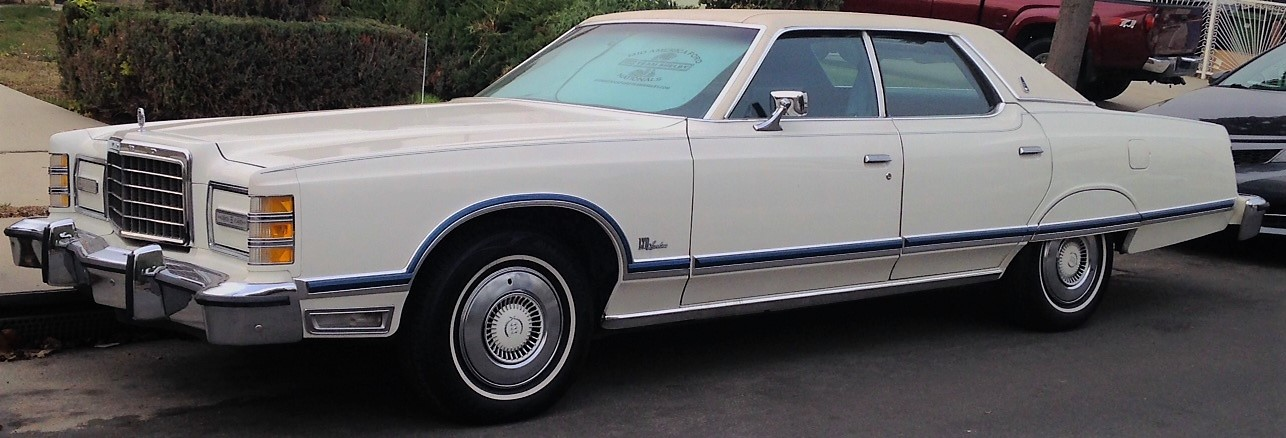
Ford LTD Landau à toit rigide 4 portes avec montants
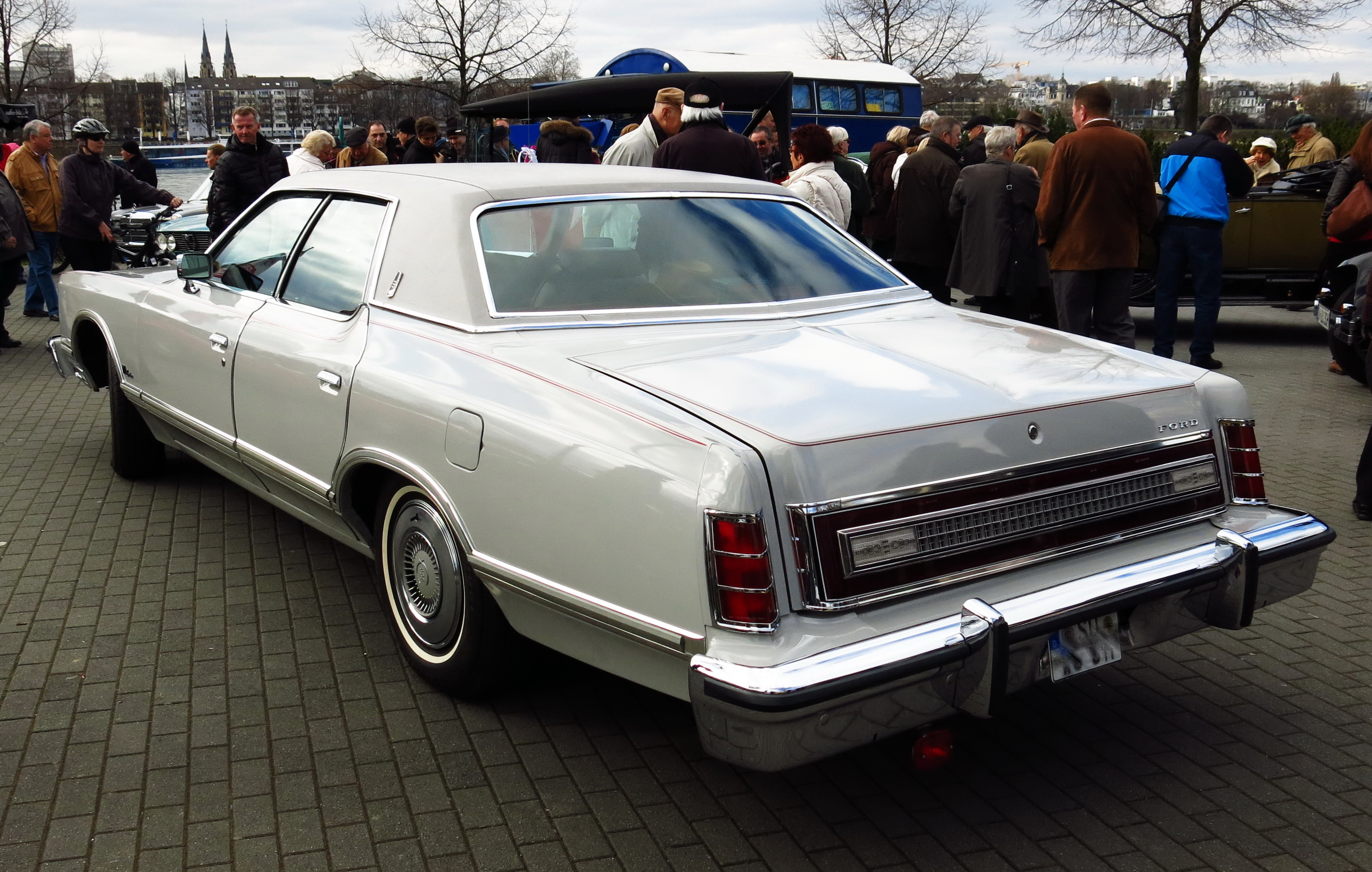
Ford LTD Landau à toit rigide 4 portes avec montants
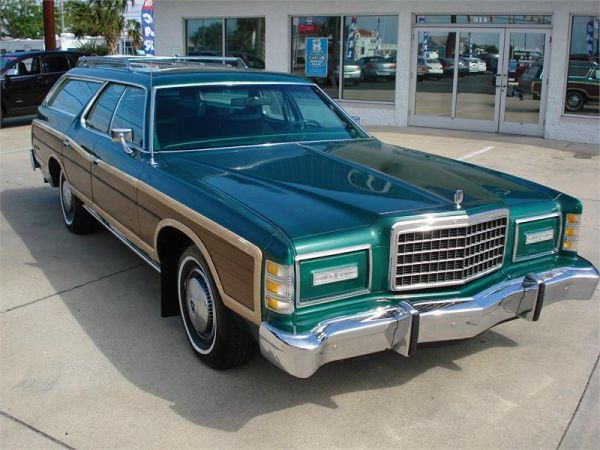
Ford LTD Country Squire de 1978

### Détails mécaniques
Pour la première fois depuis les années 1940, la gamme des voitures full-size de Ford était exclusivement propulsée par des moteurs V8. Le moteur de base était un V8 de 302 pouces cubes, mais le choix le plus commun a été le moteur V8 de 351 pouces cubes. Encore plus grand était le V8 400 pouces cubes de Ford. En haut de la gamme il y avait le V8 de 429 pouces cubes, qui a été remplacé par le V8 de 460 pouces cubes pour 1974. Les Ford full-size sont restées des voitures à fortes ventes chaque année pendant cette période, en raison de leur confort élevé, de leurs moteurs puissants, de leur bonne qualité de construction et de leur coût raisonnable.

### LTD II
Article principal: Ford LTD II
Lorsque Ford a décidé d'éliminer progressivement la Torino en 1977, il a profité du succès du nom LTD en y ajoutant «II». Pour les différencier de la gamme des produits full-size, les voitures de taille moyenne ont été appelées LTD II dans le but de séduire les acheteurs en tant qu'alternative réduite de la LTD full-size qui était en concurrence avec les voitures full-size de GM nouvellement réduites. La LTD II a été essentiellement une Torino redessinée. Le style de la LTD II a également été adapté pour mettre à jour la dernière génération du Ford Ranchero. La LTD II a été abandonnée après 1979 sans être remplacée, car la nouvelle LTD sur la plate-forme Panther était presque un pied plus courte qu'une LTD II et la Granada est devenue la gamme de produits Ford de taille moyenne avec sa refonte de 1981.

## Troisième génération (1979-1982)
Les dimensions de la nouvelle Ford LTD 1979 ont été réduites deux ans après sa principale rivale, la Chevrolet Impala. La taille et le poids réduits ont contribué à améliorer la tenue de route et la maniabilité, ce qui a permis son utilisation comme voiture de patrouille et son apparition dans de nombreux films comme voiture de cascade. En 1981 et 1982, Ford proposait un V8 plus petit de 255 pouces cubes.

### Contexte
Pour l'année modèle 1977, General Motors est devenu le premier constructeur automobile américain à introduire des berlines de taille réduite, avec ses berlines full-size à plate-forme B/C ayant une empreinte extérieure plus petite que leurs voitures intermédiaires à plate-forme A.
Alors que Ford est resté en développement avec sa réduction de la LTD (et de ses homologues de Lincoln-Mercury), Ford a vanté les aspects de ses plus grandes berlines, comparant la LTD côte à côte avec la berline phare de GM, la Cadillac Fleetwood Brougham. Presque correspondante en taille à la Chevrolet Caprice, Ford a offert la LTD II "Trim Size", une nouvelle génération remplaçant la Torino intermédiaire.
Après avoir suivi GM pendant près de deux ans, Ford a commencé la production de la LTD de troisième génération le 31 juillet 1978 à Louisville Assembly; en août, la production a été mise en ligne à Atlanta Assembly, Los Angeles Assembly et Oakville Assembly,. La LTD a marqué le lancement de la plate-forme Panther à traction arrière de Ford; en contraste frappant avec la plate-forme R de Chrysler, le châssis Panther était complètement nouveau, construit à partir de zéro. En ligne avec les voitures GM à plate-forme B/C de taille réduite, la conception Panther a introduit des profils de coupe de carrosserie, une maniabilité plus agile (grâce à sa taille plus petite) et une meilleure économie de carburant (pour mieux se conformer aux normes CAFE).
Pour 1979, Ford a présenté les berlines Ford LTD et les breaks LTD Country Squire; la Lincoln Continental a été retardée jusqu'en 1980, faisant de Lincoln la marque finale à introduire une gamme de modèles réduites. Au Canada, la plaque signalétique Custom 500 a continué pour la dernière fois, servant de modèle de base tout au long de l'année modèle 1981.

### Aperçu du modèle

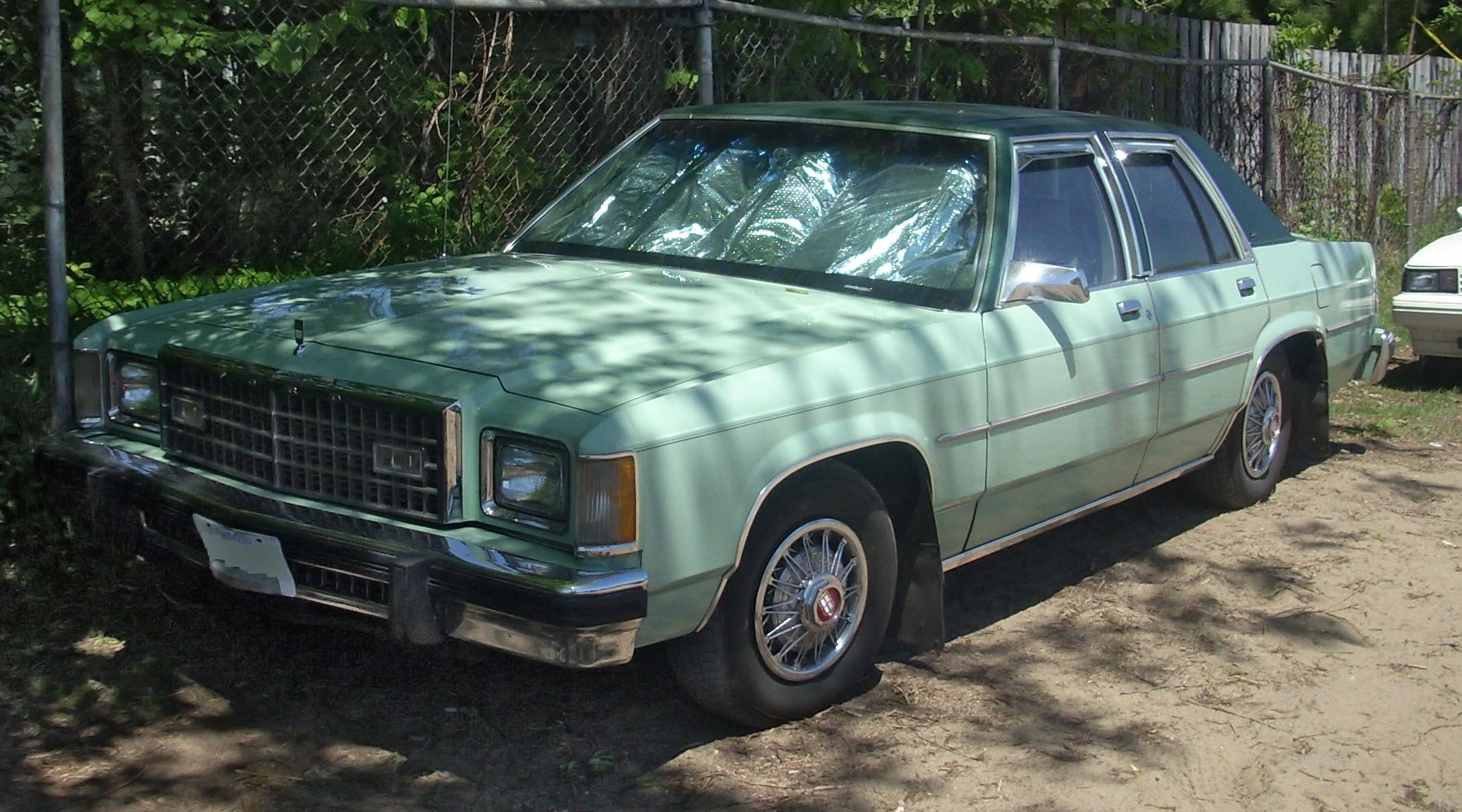
Ford LTD berline de 1979; finition standard avec deux phares. 1979 a été la seule année où la LTD standard était équipée d'un ornement de capot.

Par rapport à son prédécesseur de 1978, la LTD de 1979 a perdu environ 15 pouces de longueur de carrosserie et 7 pouces d'empattement; (en fonction du groupe motopropulseur) le châssis Panther a fait perdre plus de 700 livres de poids à vide. Bien que légèrement plus étroite dans l'ensemble, la conception de la carrosserie a également conduit à une augmentation de l'espace intérieur et du coffre. Le châssis Panther et la carrosserie plus légers ont remplacé le besoin des V8 gros blocs 400 et 460; Ford a rendu le V8 302 avec 5,0 L de cylindrée métrique de série et a rendu le V8 351 de 5,8 L une option. Contrairement à Chrysler et General Motors, les véhicules à châssis Panther de Ford ont conservé les moteurs V8 comme équipement standard. Pour 1981, pour encore améliorer ses performances CAFE (tout en évitant l'utilisation de moteurs 6 cylindres ou diesel), une variante de 255 pouces cubes (4,2 L) du V8 de 5,0 L est devenue le moteur standard, rendant le moteur de 5,0 L facultatif; la puissance a diminué à seulement 115 ch (le plus bas depuis le dernier V8 Flathead de 1953).
Adoptant le style tranchant de la (plus petite) Ford Fairmont, la LTD de 1979 a abandonné ses phares cachés optionnels, toutes les versions adoptant des phares rectangulaires exposés (en plus d'une calandre beaucoup plus large). Les exemplaires à finition de base étaient équipés de doubles phares et des lentilles de feux de stationnement transparentes; les versions plus haut de gamme utilisaient des quadruples phares avec des lentilles ambrées.
Pour 1980, les niveaux de finition ont été révisés, la finition de base devenant la LTD S et la LTD Landau remplacée par la LTD Crown Victoria, avec la LTD standard entre les deux. L'équivalent Ford de la Mercury Grand Marquis, la LTD Crown Victoria, tire son nom d'un élément de style, une bande en aluminium brossé recouvrant le montant B et le toit, influencé par la Ford Fairlane homonyme de 1955-1956. Destinée en grande partie aux ventes des flottes, la LTD S était vendue à la fois en tant que berline et break (sans boiseries). Une transmission automatique à 4 vitesses avec surmultiplication est devenue une option pour le V8 de 5,0 L (exclusif au châssis Panther à l'époque). L'ornement de capot de style Lincoln de 1979 a été remplacé par un design horizontal; monté uniquement sur la LTD Crown Victoria, le design serait utilisé et inchangé jusqu'en 1987.
Pour 1981, parallèlement à l'ajout du V8 de 4,2 L, la carrosserie a subi des révisions mineures pour améliorer l'économie de carburant. Les évents dans les pare-chocs avant ont été retirés (déplaçant le support de la plaque d'immatriculation sous le phare gauche) et les rétroviseurs latéraux ont été repositionnés (menant au retour des fenêtres d'aération en option).
Pour 1982, la LTD a vu l'ajout du logo Ovale Bleu de Ford sur la calandre et le couvercle du coffre (en remplacement des lettres «FORD»). Pour aider à suivre la consommation de carburant, un ordinateur de bord a été ajouté en option,. Bien que de série, le moteur de 4,2 litres était offert pour la dernière fois. Le moteur de 5,8 L a été retiré de la vente au détail, devenant exclusif pour une utilisation dans les voitures de police; aux côtés du carburateur variable à deux barils Venturi Motorcraft 7200VV; un carburateur conventionnel était disponible sur la finition Police avec le moteur 351 à haut rendement. Introduite en option avec le moteur de 5,0 L pour 1980, la transmission AOD à surmultiplication est associée aux trois moteurs.

## Quatrième génération (1983-1986)
Pour un article plus général, voir Ford Crown Victoria.
De 1981 à 1983, Ford a fait subir une révision majeure sur ses gammes full-size et les produits de taille moyenne, impliquant ses trois divisions. Pour l'année modèle 1983, les LTD et LTD Crown Victoria ont été divisées en gammes de produits distinctes. Cette dernière est devenue la gamme full-size des berlines Ford (aux côtés du LTD Country Squire), la plaque signalétique LTD remplaçant efficacement la Ford Granada dans une révision de milieu de cycle du modèle. Conformément à Ford, les Mercury Marquis et Grand Marquis ont également été divisés en gammes de produits distinctes; remplaçant la Cougar (berline et familiale), la Marquis est devenue l'homologue de la LTD reconditionnée.
En perdant près de 13 pouces de longueur, 9 pouces d'empattement, 7 pouces de largeur et plus de 600 livres de poids à vide (selon le groupe motopropulseur),, la LTD de 1983 a subi à peu près la même réduction de taille que son prédécesseur de 1979 , bien que la réduction ait été le résultat d'une re-commercialisation d'une plaque signalétique plus forte pour une gamme de modèles à faible vente. En fin de compte, la LTD est devenue la troisième voiture la plus vendue aux États-Unis en 1983 et 1984.
En 1983, la Ford LTD a été proposée en deux versions, soit la LTD Crown Victoria pleine grandeur en continuité avec la génération précédente et la LTD de format intermédiaire basée sur le châssis « Fox » de Ford.
Cette dernière aux dimensions légèrement plus compactes a été développée par Ford pour concurrencer les Celebrity, Ciera, 6000 et Century, Chrysler classe E, Dodge 600 et Plymouth Caravelle. La Ford LTD demeure cependant la seule voiture à propulsion dans cette catégorie. Elle est dotée d'un moteur 4 cylindres de 2,3 litres (Lima I4), d'un moteur 6 cylindres en ligne de 3,3 litres (3.3 L Thriftpower Six I6) ou encore d'un V6 de 3,8 litres (Essex V6). En 1984, Ford remplace le carburateur du moteur V6 par des injecteurs sur les modèles américains, mais pas sur le marché canadien. La production de la Ford LTD s'arrêta en 1986 en Amérique du Nord, la même année où la Ford Taurus est apparue pour devenir son successeur.

### Aperçu du modèle
Partageant la version intermédiaire de la plate-forme Fox avec son prédécesseur, la Granada, la LTD de quatrième génération a un empattement de 105,6 pouces. Contrairement à la fois à la Granada et à la LTD full-size, la LTD de quatrième génération était vendue en tant que berline quatre portes et familiale cinq portes (aucune deux portes n'était proposée). Aux côtés de la berline de base, la version LTD Brougham a fait son retour, avec une familiale LTD Squire garnie de bois.
Pour son lancement en 1983, la LTD a retenu deux moteurs de la Granada: un quatre cylindres en ligne Lime de 2.3L et un six cylindres en ligne Falcon Six de 3.3L. Également hérité de la Granada était un V6 Essex de 3,8 L, qui a entièrement remplacé le six cylindres en ligne pour 1984. Pour 1984, les deux moteurs ont bénéficié d'une injection de carburant aux États-Unis (le V6 du marché canadien est resté à carburateur jusqu'en 1986). Une option rare, vue seulement en 1982–1984, était une version  du moteur quatre cylindres propulsée par GPL (propane); il a été en grande partie interrompu en raison de la faiblesse des ventes et du manque d'infrastructure de ravitaillement en propane. Pour la première fois depuis 1971, la LTD était proposée avec une transmission manuelle; une boîte automatique à 3 vitesses était en option sur le moteur de 2,3 L et de série sur le moteur de 3,3 L (tous les moteurs de 3,8 L étaient livrés avec une boîte automatique à 4 vitesses avec surmultiplication).
Pour l'année modèle 1985, la LTD a subi une révision mineure du modèle. En plus d'une modifications mineures des feux arrière, la LTD a reçu une nouvelle calandre, caractérisée par le logo Ovale Bleu de Ford qui était centré. Les modèles de 1986 sont identifiables par l'ajout d'un feu stop central mandaté par le gouvernement fédéral.

Ford LTD de quatrième génération (plate-forme Fox)
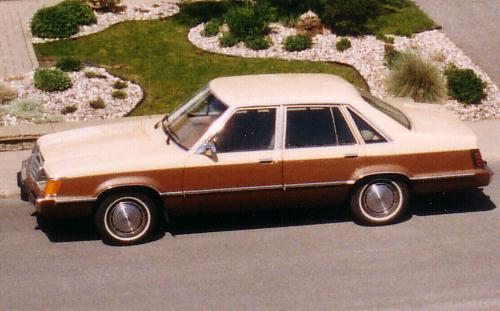
Ford LTD berline de 1984
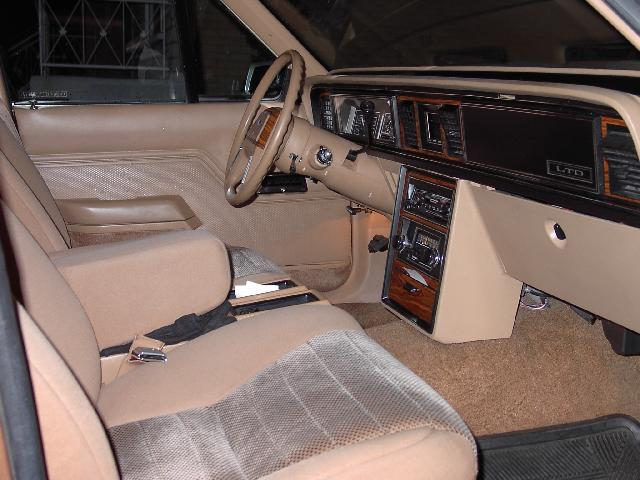
image de l'intérieur, Ford LTD de 1984
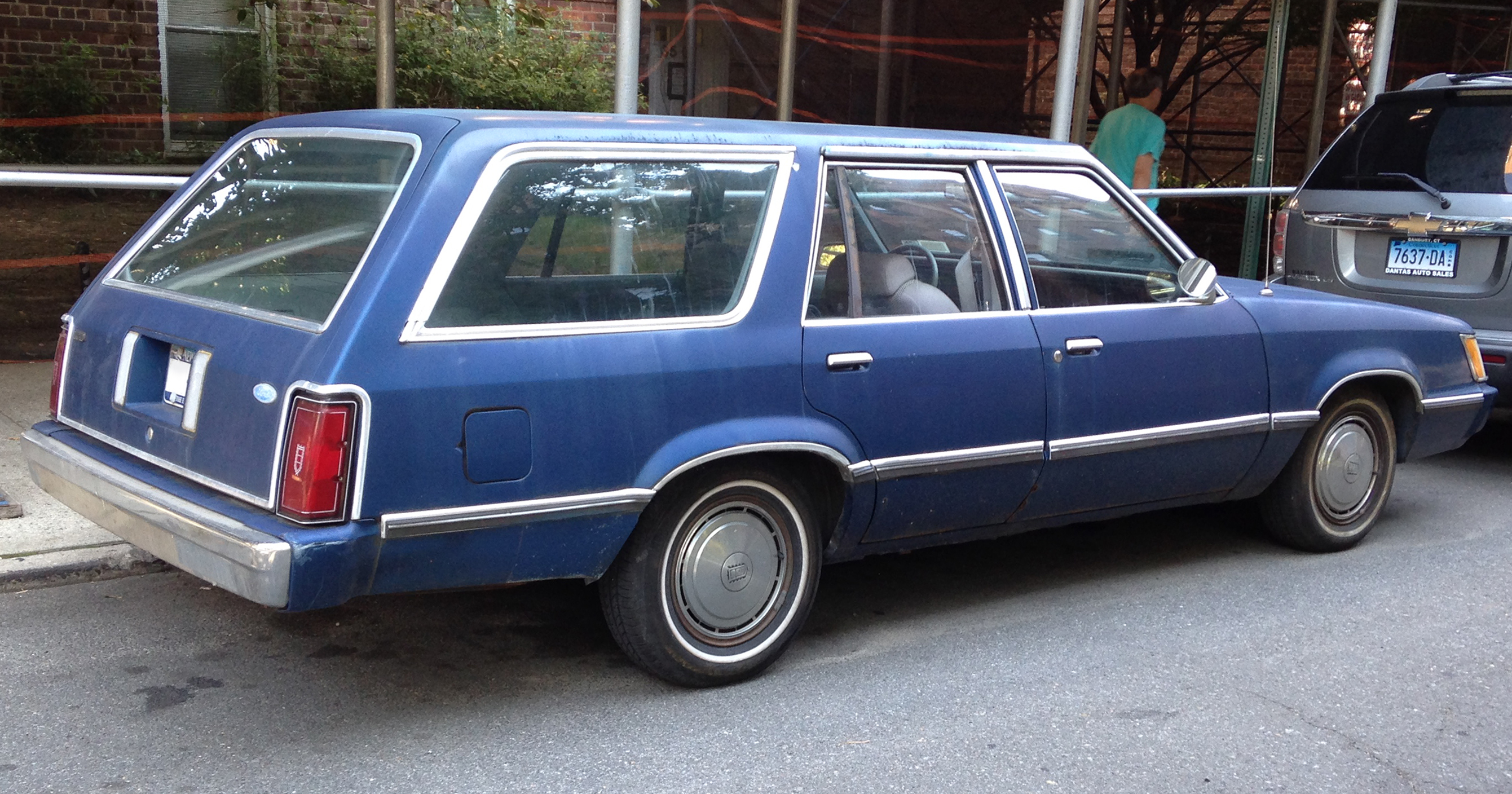
Ford LTD break de 1984, vue arrière
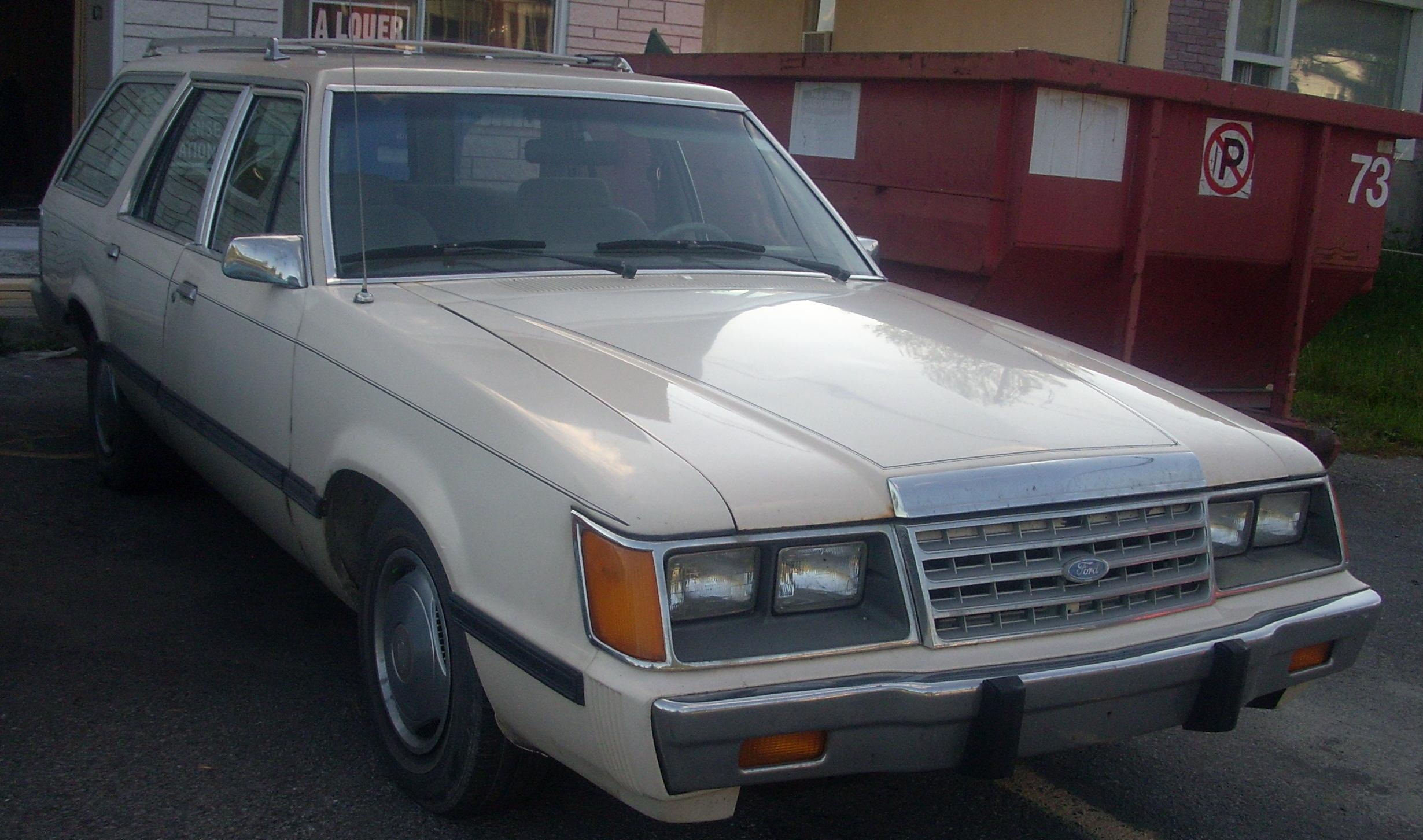
Ford LTD break de 1986
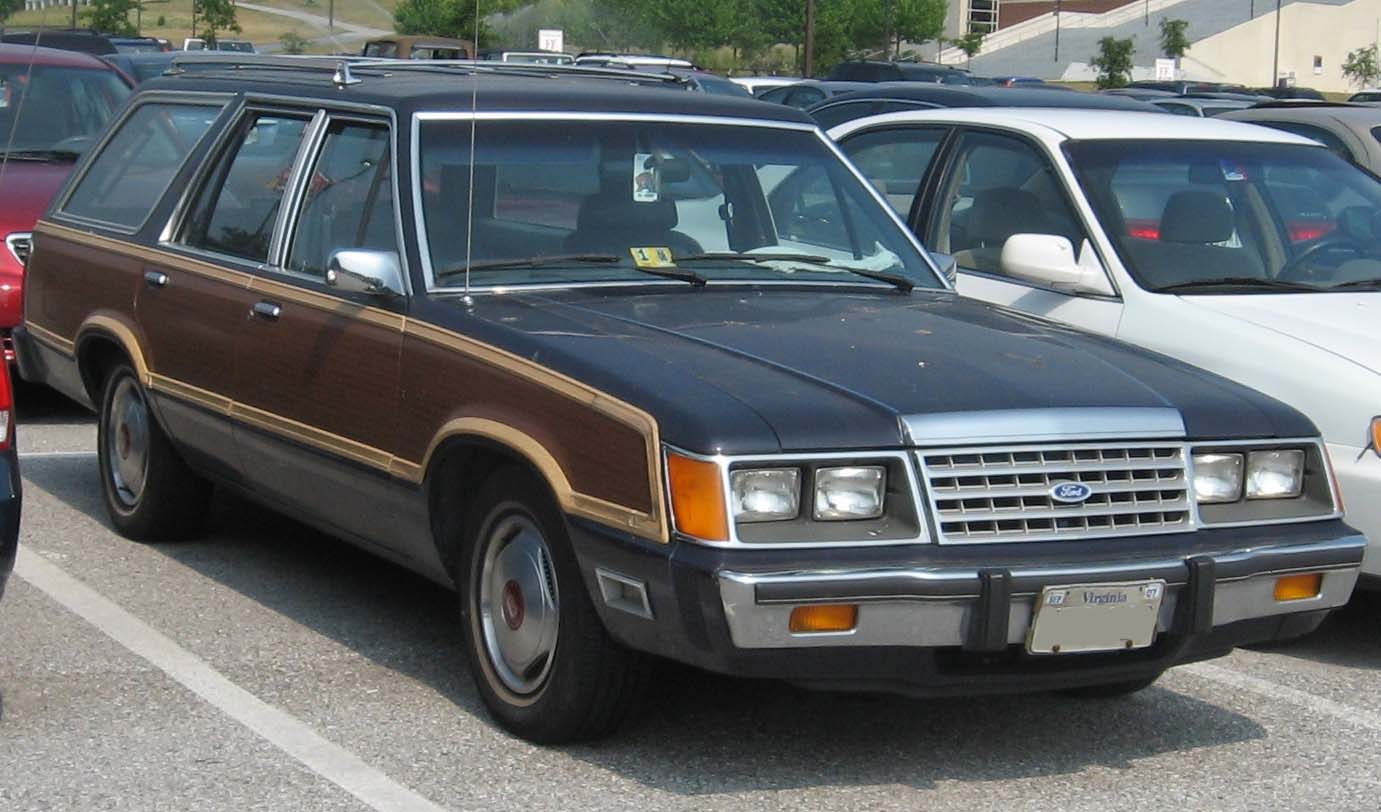
Ford LTD Squire de 1986

### LTD LX
Au milieu de l'année 1984 et tout au long de l'année modèle 1985, Ford avait une version performante de la LTD appelée LTD LX. Cette version est offerte avec un moteur V8 CFI de 5,0 litres à haut rendement, une boîte automatiques à quatre vitesses avec la surmultiplication, une suspension sport, des barres stabilisatrices avant et arrière, des freins à disque avant de 10 pouces et freins à tambour arrière de 10 pouces, et un rapport de démultiplication arrière de 3,27:1 avec un différentiel à glissement limité «Traction-Lok». Le modèle LX était la seule LTD à avoir un tachymètre dans le tableau de bord. La console centrale et le levier de vitesses au plancher ont réapparu, après avoir été disponibles pour la dernière fois dans la full-size de l'année modèle 1972.
Les finitions Police ont également été produites aux côtés de la LX. Remarquable pour ses barres stabilisatrices et ses freins plus grands, elle comprenait également des banquettes avec un ouvre-coffre automatique situé sous le volant. C'étaient une option d'usine et la plupart étaient équipées de barres lumineuses et d'accessoires de police, bien que certaines en aient été privées. La voiture sœur de la LX chez Mercury, la Marquis LTS, n'était disponible qu'au Canada et seulement dans l'année modèle 1985, avec seulement 134 modèles produits cette année-là.
Seulement 3260 Unité fabrique entre 1983 et 1986  incluant la Mercury Marquis LTS et les finitions Police de 5.0 litres. Ce qui en fait un véhicule de collection rechercher. Cette version sera abandonnée en 1986.

### Arrêt
Au fur et à mesure que les années 1980 avançaient, l'utilisation de la traction avant s'est étendue du segment des voitures compactes vers le segment des voitures intermédiaires. À la suite du succès des voitures Chrysler à plate-forme K et des berlines à plate-forme A de General Motors (et l'introduction des berlines Honda Accord et Toyota Camry), Ford a été l'un des derniers grands fabricants à introduire une gamme de modèles de taille moyenne à traction avant. Pour 1986, Ford a présenté les Ford Taurus et Mercury Sable; Développées à l'origine pour remplacer les gammes de produits à plate-forme Panther, les modèles Taurus et Sable de taille moyenne remplaceraient les gammes de modèles LTD et Marquis. Parallèlement à la transition vers la traction avant, l'extérieur de la Taurus a été conçue pour optimiser le rendement énergétique, remplaçant la LTD carré par l'une des berlines les plus aérodynamiques au monde.
Pour l'année modèle 1986, Ford commercialisait la LTD parallèlement à sa remplaçante, faisant passer les acheteurs potentiels au modèle qui a reçu un changement massif. Atlanta Assembly a produit sa dernière LTD le 13 décembre 1985 (13 jours avant le dévoilement de la Taurus); Chicago Assembly a produit le dernier exemplaire le 3 janvier 1986[réf. nécessaire].
En 1992, Ford a abandonné l'appellation LTD Crown Victoria pour Crown Victoria.

## Utilisation dans la Police
En raison de la construction vigoureuse du grand, spacieux LTD Crown Victoria, la marque est un choix populaire parmi les troupes de police, principalement en Amérique du nord, mais aussi dans les pays influencés par les États-Unis.
Ce modèle était un 400 c.i., soit 6.8 litres de cylindrée. Les performances au démarrage étaient foudroyantes avec une boite auto (3 rapports): 0-100 km/h en première et une consommation avoisinant alors les trente cinq litres. La vitesse du véhicule culminait à 200-205 km/h.

## Brésil

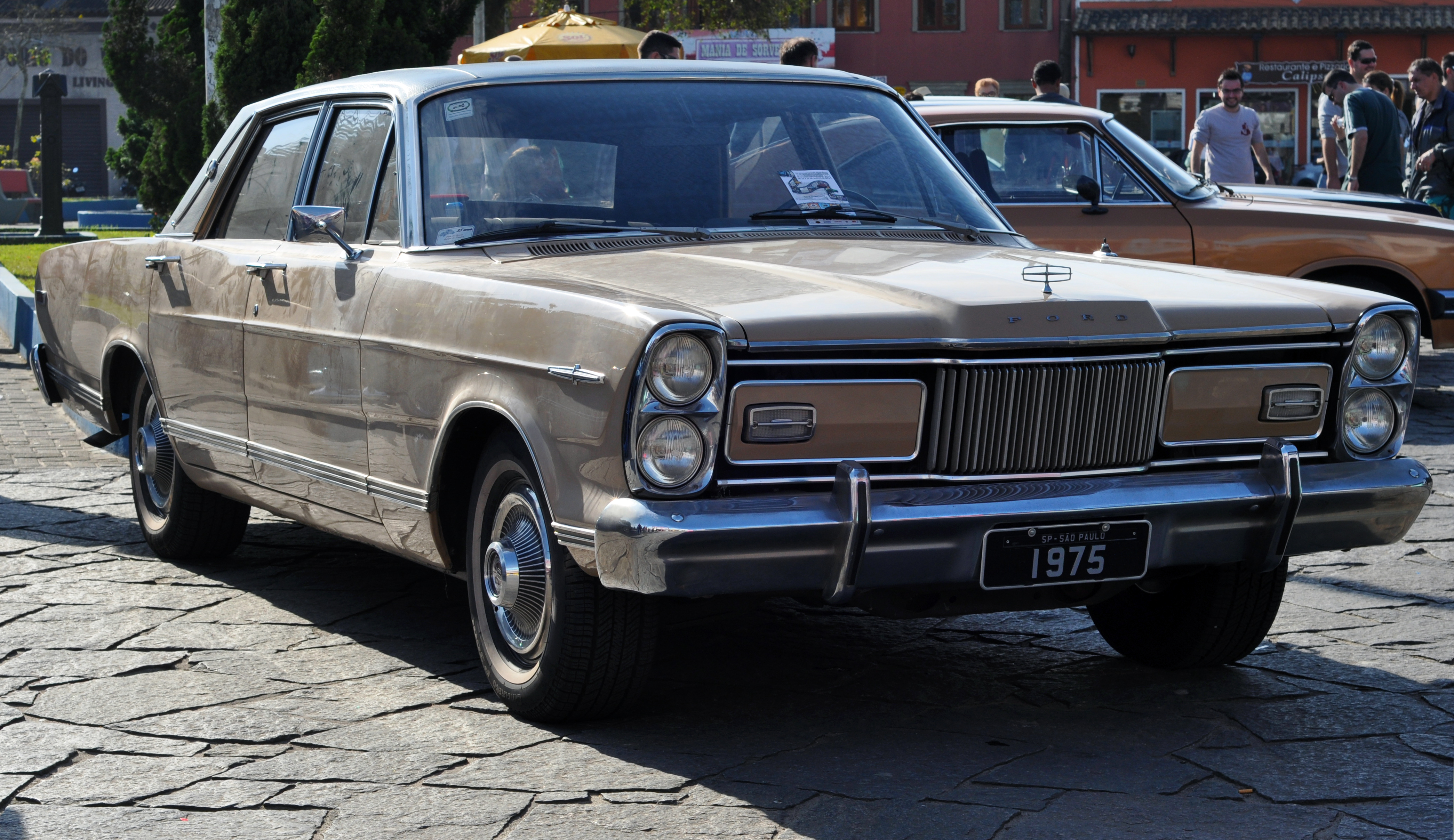
Ford LTD brésilienne de 1975

Le LTD a été également produit localement au Brésil entre 1967 et 1983, basé sur le Ford Galaxie 1966. Une version haut de gamme appelée Landau a également été assemblée localement,.

## Venezuela
La LTD a été introduite sur le marché vénézuélien en 1966, dans le but de rivaliser avec la New Yorker de Chrysler, la LTD fonctionnant bien mieux que ses rivales. Plus de 85 000 LTD ont été assemblées dans l'usine Ford de Valence, au Venezuela, certaines pour l'exportation vers la Colombie, la Bolivie, l'Équateur et le Pérou.
Les versions nord-américaine des LTD à plate-forme Fox de 1983–1986 fabriquées au Venezuela ont continué à utiliser le nom Granada avec des versions haut de gamme appelées Elite. Il y avait aussi une Ford Cougar équivalente à la Mercury Marquis nord-américaine,.

## Mexique
Le Mexique a également produit (dans l'une de ses usines de Hermosillo ou Chihuahua) la Ford LTD en version 351w cubic inches (5,8 litres de cylindrée sur bloc moteur windsor "W") en deux et quatre portes, boite auto 3 rapports, pour le marché national, probablement de 1967 et jusqu'en 1985. Aucun modèle n'était exporté aux USA ou Canada. Le modèle mexicain était à 99 % la copie conforme du modèle US et non une adaptation comme en Australie et Afrique du Sud où seul le nom était utilisé pour un véhicule, plus petit, qui n'était pas la LTD américaine.
Au Mexique la Ford LTD était avec la Chevrolet Impala la berline de luxe du moment.

## Dans les films
Une limousine produite localement, la « stretch » a été aperçue dans le film Wild Orchid.
On a aussi pu apercevoir le Ford LTD dans le film Men in Black. Apparaît également dans le film « Le Magnifique » avec Jean Paul Belmondo

## Version spéciale
La célèbre école de conduite haute performance de Bob Bondurant en Californie utilisait sur ses pistes une Ford LTD. Un modèle de production identique fut offert en 1984, sous l'appellation LTD LX. Ce modèle était équipé d'un moteur V8 de 5 litres et une boîte de vitesses à 5 rapports provenant de la Ford Mustang GT.